# Saio Mokili
Ernest "Saio" Mokili Yenga est un footballeur congolais (RDC) des années 1960 et 1970.

## Biographie

### Jeunesse
Il est né un certain 6 juin 1945 sur la rive gauche à Stanleyville, alors que les soldats de la Force publique, victorieux à Saio, rentraient au Congo. Son nom Mokili lui vient de son oncle maternel.
C'est dans les rues de Kisangani qu'il commence son football. Avec son ballon en papier, il parcourait la ville de Kisangani à la recherche de "matchs" de foot pour étaler son talent et développer ses dribles. Il est issu d'une grande famille de footballeurs (7) dont l'aîné est Gonano. tous sont passés par le FC Dragons.

#### Musique ou football
Arrivé très jeune à Leopoldville, Mokili n'avait pas de famille directe et a fait partie des grands ambianceurs dela ville, à côté de Jeff Kibonge. Il adorait les concerts de l'OK Jazz où il allait flamber aux côtés des belles femmes. Franco qui l'aimait bien et avait remarqué sa belle voix, lui permettait de temps à autre, de monter sur scène pour chanter avec son orchestre, au point qu'un jour, il lui proposera de devenir son musicien. Mais au faîte de sa gloire, Mokili déclinera l'invitation, que saisira pour sa part, un autre footballeur, Freddy Mayaula.
International du Congo-Kinshasa, il participe à la CAN 1968, inscrivant un but contre le Ghana et remportant le tournoi.
Il est ensuite le sélectionneur de la RD Congo en 1997, de manière éphémère.
Son arrière-petit-fils est le footballeur Noah Sadiki.

## Palmarès
- Vainqueur de la Coupe d'Afrique des nations 1968 avec l'équipe du Congo-Kinshasa